# Miriam Weledji
Miriam Weledji, de son vrai nom, Miriam Ngunjo Shalo Weledji, née le 13 décembre 1937 à Bamenda et morte le 11 mars 2024 à Limbé, est une avocate camerounaise. Elle est la première femme avocate inscrite au Barreau du Cameroun.

## Biographie

### Enfance et  éducation
Miriam Weledji naît le 13 décembre 1937 à Bamenda. De 1944 à 1952, elle fait ses études primaires à l’école conventuelle de Soppo à Buéa. Elle y obtient son certificat de fin d’études. Elle se rend au Nigeria pour ses études secondaires où elle fréquente à Holy Rosary College d’Enugu. De 1952 à 1955, elle passe son certificat d’enseignant de niveau II. En juin 1958, elle obtient le certificat général d’éducation (O-level) et deux ans plutard, le certificat général d’éducation (A.Level).  
Après le parcours du Nigeria, elle poursuit ses études en Angleterre. De 1965 à 1966, elle étudie à l’Université d’Oxford et obtient un diplôme en administration. De 1966 à juin 1968, elle s'inscrit au Holborn College of Law à Londres. En juin 1968, elle obtient un L.L.B avec distinction de 2e classe. De 1968 à 1969, elle est inscrite à l’University College de Londres.  

### Carrière
En octobre 1968, Miriam Weledji devient avocate et membre honorable du Gray's Inn.
Elle rentre au Cameroun où elle s’inscrit en qualité d’avocate à la Cour suprême du Cameroun occidental le 9 juin 1969. Elle devient la première femme avocate inscrite au Barreau du Cameroun,,,. Elle fonde le cabinet d’avocats Ngede dont le siège est à Limbé dans la région du Sud-Ouest,,.

## Vie privée
Miriam Weledji est mère de cinq enfants.

## Décès
Miriam Weledji décède le 11 mars 2024 à l’âge de 86 ans dans sa résidence à Limbé,,,.